# Sablia saueri
Sablia saueri är en fjärilsart som beskrevs av Koutsaftikis 1973. Sablia saueri ingår i släktet Sablia och familjen nattflyn. Inga underarter finns listade.